# Acmaeoderopsis guttifera
Acmaeoderopsis guttifera är en skalbaggsart som först beskrevs av Leconte 1859.  Acmaeoderopsis guttifera ingår i släktet Acmaeoderopsis och familjen praktbaggar. Inga underarter finns listade i Catalogue of Life.